# East Providence
East Providence ist die fünftgrößte Stadt des Bundesstaates Rhode Island, Vereinigte Staaten. Das U.S. Census Bureau hat bei der Volkszählung 2020 eine Einwohnerzahl von 47.139 ermittelt. Sie liegt im Providence County und ist eine Vorstadt von Providence. Sie gehört mit Warwick, Cranston, North Providence und Pawtucket zur Providence Metropolitan Area, einem Ballungsraum mit mehr als 1,5 Millionen Einwohnern an der Atlantikküste etwa 40 km südwestlich von Boston und 200 km nordöstlich von New York.

## Geographie
Das Stadtgebiet von East Providence ist 43 km² groß. fast 20 % davon sind Wasserflächen, vor allem die des Seekonk River. Das Stadtgebiet enthält neben East Providence Center die Villages Watchemoket, Riverside und Rumford. East Providence zieht sich mehrere Kilometer am Ostufer des Seekonk River hin und ist über die Interstate 195 (einer Entlastungsstrecke der
Interstate 95) sowie den Henderson Expressway mit Providence auf der Westseite des Flusses verbunden.

## Bevölkerung
Die Bevölkerung lag bei der Volkszählung von 2010 bei 47.037. Im Jahr 2000 waren 86,5 % der Einwohner Weiße und 5 % Afro-Amerikaner. Der verbleibende Anteil verteilte sich auf Asiaten, Hispanics und andere Volksgruppen. Das Pro-Kopf-Einkommen betrug 19.527 Dollar, etwa 9 % der Bevölkerung lebte unter der Armutsgrenze.
Die Stadt besitzt acht öffentliche Grundschulen, zwei öffentliche Mittelschulen und drei öffentliche Highschools. Daneben gibt es mehrere private Schulen.

## Geschichte
In der Mitte des 17. Jahrhunderts wurde das Land des heutigen East Providence in mehreren Landkäufen von den Indianern erworben. Das in diesen Landkäufen von den Siedlern erworbene Land wurde Rehoboth genannt. 1812 ging der größte Teil von Rehoboth an Massachusetts. Das Siedlungsgebiet auf der Ostseite des Seekonk River wurde dabei aufgeteilt. Die in Massachusetts liegende Siedlung wurde Seekonk genannt. Der westliche Teil, direkt am Seekonk River gelegene Teil wurde 1862 zu Rhode Island geschlagen und East Providence genannt.

## Sehenswürdigkeiten

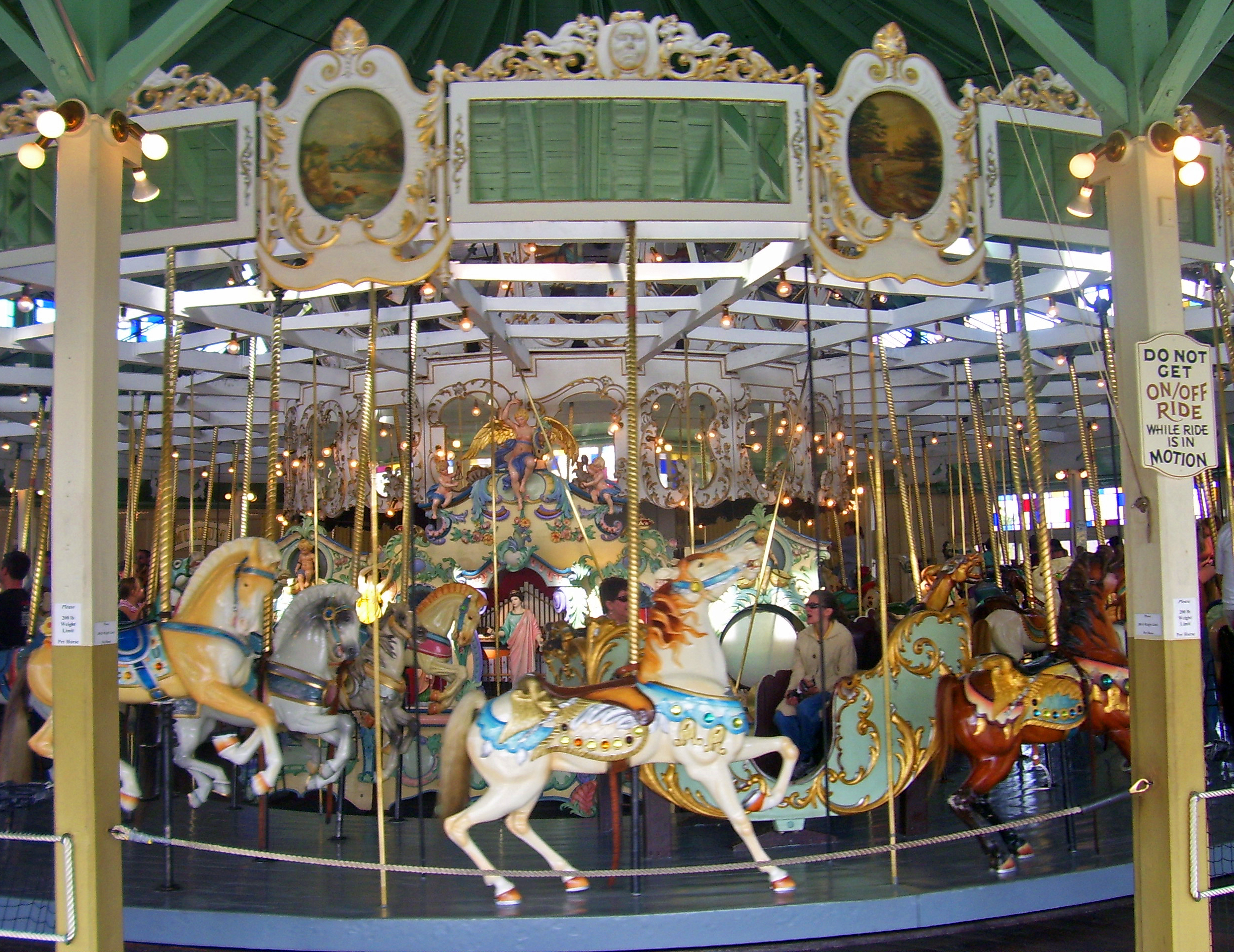
Das Karussell im Jahr 2008

Eine Sehenswürdigkeit von East Providence ist das Crescent Park Looff Carousel, ein 1895 entstandenes Karussell mit 100 Jahre alter Ausstattung. 1987 wurde es in die Liste der National Historic Landmarks aufgenommen. In der Liste befinden sich noch mehrere andere Bauwerke in East Providence, darunter die Boston and Providence Railroad Bridge, die den Ten Mile River überspannt, verschiedene Friedhöfe, die Pomham Rocks Light Station – ein Leuchtturm – sowie verschiedene Häuser, Kirchen und Mühlen.

## Söhne und Töchter der Stadt
- Arunah Shepherdson Abell (1806–1888), Verleger
- Jennifer Lee (* 1971), Regisseurin, Drehbuchautorin und Filmproduzentin